# Idealismus
Idealismus (z řeckého ιδέα, idea) je označení pro různé filosofické směry, jejichž společným znakem je, že idejím či ideálnímu připisují bytí, resp. vládnoucí postavení; materiální svět (pokud jeho existenci uznávají) je pak na idejích či duchu závislý, popř. je jeho vyjádřením, manifestací.

## Pojem
Používání pojmu idealismus zavedl patrně G. W. Leibniz (1646–1716), jenž jím mínil ty filosofie, které „stejně jako Platón nepojímají duši jako materiální věc“. Ve filosofickém úzu je termín zpravidla používán pro systémy novověké filosofie (např. německý idealismus), obecněji pak pro různé varianty metafyzické doktríny datující se od Platóna, který připisuje skutečnou jsoucnost idejím. V tomto smyslu je protikladem materialismu.
V jiném způsobu užití pak stojí idealismus v protikladu k realismu: zatímco realismus v obecně filosofickém smyslu zastává tezi, že to, co je obsahem poznání, odpovídá objektivní realitě, idealismus činí obsah poznání závislým na subjektu. V běžné řeči (popř. politice) se pak protikladem idealismu a realismu míní přibližně protiklad naivity a skepse, nadšenectví a opatrnosti, velkých cílů a střízlivého pohledu, popř. optimismu a pesimismu.

## Rozlišení
Nejčastěji bývá rozlišován idealismus subjektivní a objektivní; dále se hovoří také o idealismu absolutním (Hegel), estetickém (Winckelmann, Lessing, Schiller), epistemologickém či etickém.

### Subjektivní idealismus
Subjektivní idealismus, podle něhož je vnější svět fenoménem vědomí; existuje tedy jen ve vnímajícím subjektu jakožto idea. Jeho nejznámější postavou je George Berkeley (1685–1753); ten jej však neuskutečňuje plně, neboť jakožto křesťan uznává Boha, který ideje do vědomí vkládá. Z tohoto učení poté vychází solipsismus, v němž existuje pouze vnímající Já.
K subjektivním idealistům bývá řazen také Johann Gottlieb Fichte či Ladislav Klíma. V poněkud pozměněném smyslu sem patří i Immanuel Kant, který zavádí „věc o sobě“, jež je ovšem pro subjekt poznatelná pouze jako jev. Toto pojetí se někdy označuje jako transcendentální idealismus či transcendentální filosofie.

### Objektivní a absolutní idealismus
Podle objektivního idealismu je základem všeho, co existuje, nějaká duchovní entita – Bůh, (absolutní) duch, vědomí, idea apod., zatímco hmotný svět vnímatelný smysly je jen jeho odvozeninou, vyjádřením či emanací (vyzařováním). V tomto rámci se pohybuje zejména německý idealismus – F. W. J. Schelling (1775–1854) a zejména „absolutní idealismus“ G. W. F. Hegela (1770–1831) s pojetím světa a dějin jako sebeuvědomování (objektivního) ducha.
Hegelova filosofie měla obrovský vliv na pozdější filosofické nauky, které však ústily do protichůdných závěrů: z levého křídla hegelovců se během krátké doby vyprofilovalo i materialistické učení marxismu. Kromě Feuerbacha a Marxe, kteří proti hegelovství použili jeho vlastní prostředek a od dialektiky ducha dospěli k dialektickému materialismu, podali důsažnou kritiku německého idealismu především Kierkegaard, Schopenhauer a Nietzsche, ve 20. století pak zejména analytická filosofie.

### Menševizujíci idealismus
Menševizujíci idealismus byl směr v sovětské filozofii  koncem dvacátých a počátkem třicátých let 20. století, v jehož čele stál Abram Deborin.

## Vývoj po německém idealismu
Zatímco v rodném Německu se hegelovský idealismus doslova zhroutil, v poslední třetině 19. století a začátkem 20. století prožil mohutný rozkvět zejména v Británii a Itálii. Vůdčí postavou britského idealismu byl oxfordský profesor Francis Herbert Bradley (1846–1924) s holistickým pojetím skutečnosti, dále Bernard Bosanquet, J. M. E. McTaggart. Po první světové válce však byla tradice zcela přehlušena analytickou filosofií, kterou v Anglii prosadili G. E. Moore a Bertrand Russell. V Itálii, kde zůstal idealismus vůdčím směrem až do druhé světové války, byli hlavními jeho představiteli Benedetto Croce (1886–1952) a Giovanni Gentile (1875–1944).
V německém prostředí se v poslední třetině 19. století zrodilo novokantovství, vlivný směr v opozici zejména proti materialismu šířícímu se ve vědě a v marxismu, ale také proti upadajícímu hegelovskéhu idealismu; na základě reinterpretace I. Kanta (mj. za odmítnutí pojmu „věci o sobě“) se tak myslitelé jako Wilhelm Windelband, Heinrich Rickert, Hermann Cohen či Ernst Cassirer snažili vyhnout jak pozitivismu, tak spekulativnímu idealismu.
V současné době je idealismus hegelovského směru spíše historicky zkoumán než filosoficky rozvíjen. To ovšem především v Evropě neznamená nadvládu materialismu či naturalismu, nýbrž spíše snahu o překonání tohoto protikladu. Stejně tak trvá tradice idealismu ve smyslu doktríny nehmotné duše, jak ji zastává např. veškerá křesťanská filosofie.